# Pârâu Boghii
Pârâu Boghii – wieś w Rumunii, w okręgu Bacău, w gminie Pârgărești. W 2011 roku liczyła 460 mieszkańców.